# Tibouchina serrana
Tibouchina serrana är en tvåhjärtbladig växtart som beskrevs av P.Guim. och Angela Borges Martins. Tibouchina serrana ingår i släktet Tibouchina och familjen Melastomataceae. Inga underarter finns listade i Catalogue of Life.